# Où êtes-vous madame Déry ?
Pour plus de détails, voir Fiche technique et Distribution.
Où êtes-vous madame Déry ? (Déryné hol van?) est un film hongrois réalisé par Gyula Maár, sorti en 1975.

## Synopsis
Trois jours de la vie d'une actrice de théâtre hongroise du XIXe siècle, Déryné Róza Széppataki. Mme Déry est au sommet de son art, mais sent qu'à son âge sa beauté diminue et sa manière de jouer n'est plus à la mode, et songe à se retirer de la scène. Déry, son mari absent pendant 18 ans, réapparaît alors en lui offrant un nid familial paisible et une vie bourgeoise qui la sauverait de ses soucis. Mme Déry part avec lui, puis se rend compte qu'elle n'est pas faite pour ce monde-là, mais pour celui du théâtre avec ses combats, ses échecs et ses succès,.

## Fiche technique
- Titre original : Déryné hol van?
- Titre français : Où êtes-vous madame Déry ?
- Réalisation : Gyula Maár
- Scénario : Gyula Maár et János Pilinszky
- Photographie : Lajos Koltai
- Pays d'origine : Hongrie
- Format : Couleurs - Mono
- Genre : drame
- Date de sortie : 1975

## Distribution
- Mari Törőcsik : Mme Déry
- Ferenc Kállai : Déry
- Mária Sulyok : La mère de Déry
- Imre Ráday : L'intendant
- András Schiff : Le jeune homme au piano
- Gábor Nagy : Romeo
- Gyöngyvér Vigh

## Distinctions
- Prix d'interprétation féminine du Festival de Cannes pour Mari Törőcsik